# Rossia brachyura
Rossia brachyura är en bläckfiskart som beskrevs av Addison Emery Verrill 1883. Rossia brachyura ingår i släktet Rossia och familjen Sepiolidae. IUCN kategoriserar arten globalt som otillräckligt studerad. Inga underarter finns listade i Catalogue of Life.